# Diocesi di Labico
La diocesi di Labico (in latino Dioecesis Labicana) è una sede soppressa e sede titolare della Chiesa cattolica.

## Storia
Labicum è antica città del Latium vetus, attestata a partire dal V secolo a.C. Conquistata dai Romani nel 418 a.C., fu rasa al suolo e la popolazione deportata in parte a Roma e in parte in una nuova località (ad Quintanas), nota successivamente con il nome di Labicum Quintanense.
In epoca cristiana Labicum fu una sede episcopale, attestata dal IV secolo; attorno al X o XI secolo i vescovi si trasferirono dapprima a Tusculum e poi, quando la città fu distrutta verso la fine del XII secolo, a Frascati. La tradizione e gli studi eruditi del passato hanno ipotizzato l'esistenza di due sedi distinte, Labico e Tuscolo, ognuna con una propria serie di vescovi; in realtà, secondo Louis Duchesne, Tuscolo non ebbe mai vescovi distinti da quelli di Labico; i vescovi attribuiti a Tuscolo nel corso del primo millennio o non hanno fondamenti storici, o erano vescovi della stessa Labico, oppure erano vescovi di sedi episcopali che, per una certa omonimia o per un'errata trasmissione testuale, sono stati identificati come vescovi tuscolani.
La diocesi labicana è documentata per la prima volta nel 313, con Zotico, episcopus ad Quintanas, che prese parte al sinodo riunito a Roma in domum Faustae in Laterano per giudicare dell'operato di Ceciliano di Cartagine. Secondo la tradizione, Zotico faceva parte della comunità ebraica di Roma convertita dalla predicazione dell'apostolo Paolo. Alla sede di Labico viene poi attribuito il vescovo Fortunato, il cui nome appare in un'iscrizione votiva scoperta a Grottaferrata e datata tra V e VII secolo.
Nessuno dei vescovi labicani è documentato nei concili celebrati dai papi a Roma nel V e nel VI secolo e nessuno di loro appare nell'epistolario di Gregorio Magno (590-604). Duchesne ipotizza che in questo periodo, per motivi a noi sconosciuti, la sede episcopale sia stata trasferita nella proprietà imperiale Ad Duas Lauros sulla via Labicana (l'attuale Centocelle), dove sembra sia documentata una sede episcopale nota con il nome di Subaugusta.
Tutti gli autori successivi a Coletti, fino ad autori più recenti, inseriscono nella cronotassi  di Labico il vescovo Luminoso, che avrebbe preso parte al concilio lateranense indetto da papa Martino I nel 649 per condannare l'eresia monotelita. Tuttavia sia in Mansi che nell'edizione critica degli atti di quel concilio edita da Rudolf Riedinger nel 1984, non appare nessun vescovo Luminoso di Labico.
Le fonti conciliari documentano, come primo vescovo certo di Labico, Pietro, humilis episcopus ecclesiae Labicanense, che sottoscrisse gli atti del sinodo romano indetto da papa Paolo I il 4 luglio 761.
Dopo Pietro, non sono più noti vescovi labicani per oltre due secoli. Le fonti conciliari attestano l'esistenza di diversi vescovi tra la seconda metà del X secolo e l'XI secolo. Il primo di questi è Lunisso, che prese parte ai sinodi romani del 964 e del 967/968. Dopo Giovanni I, che sottoscrisse nel 978 una bolla di papa Benedetto VII a favore della Chiesa di Tivoli, seguono Benedetto nel 998/999, Domenico nel 1024 e nel 1036, Giovanni II nel 1044 e Pietro II, documentato dal 1057 al 1062.
Gli ultimi vescovi labicani svolsero un ruolo di una certa rilevanza nella storia del papato di questo periodo: Giovanni III, all'epoca di papa Alessandro II, partecipò al secondo concilio di Melfi (1067) e prese parte alla consacrazione della chiesa abbaziale di Montecassino nel 1071; Giovanni Minuto, elevato all'episcopato probabilmente da papa Gregorio VII, svolse un ruolo da protagonista durante il pontificato di Urbano II; Bovo, secondo il racconto del Liber pontificalis, fu tra i consacratori di papa Pasquale II nel mese di agosto del 1099; Giovanni Marsicanus fu legato pontificio in Inghilterra, dove intraprese una generale riforma della Chiesa inglese, e fu tra i protagonisti nelle controverse vicende che videro coinvolti Pasquale II e l'imperatore Enrico V.
Secondo Duchesne, già verso la fine del X secolo, o nel corso dell'XI secolo, i vescovi labicani si sarebbero trasferiti a Tusculum, città che i conti tuscolani provvidero a fortificare e a rendere un luogo sicuro per i vescovi dell'ager tusculanus. Pur risiedendo a Tusculum, i vescovi continuarono a portare il titolo Lavicanensis. Tuttavia sul finire del secolo, si trovano entrambi i titoli: così è per Giovanni II, indicato come vescovo Tusculanensis in occasione della consacrazione della chiesa di Montecassino, ma in alcune bolle pontificie come vescovo labicano; e Giovanni Marsicanus, che si qualifica sempre come vescovo di Tuscolo, ma che viene indicato ancora come vescovo labicano nel Liber pontificalis. Secondo Duchesne, questa è anche l'ultima volta che appare il titolo di "vescovi di Labico", da questo momento definitivamente sostituito da quello di "vescovi tuscolani".
Dal 1968 Labico è annoverata tra le sedi vescovili titolari della Chiesa cattolica; dal 17 novembre 2001 il vescovo titolare è Vittorio Lanzani, delegato emerito della Fabbrica di San Pietro.

## Cronotassi

### Vescovi
- Zotico † (menzionato nel 313)
- Fortunato † (V/VII secolo)
- Luminoso ? † (menzionato nel 649)
- Pietro I † (menzionato nel 761)
- Lunisso † (prima di febbraio 964 - dopo il 967/968)
- Giovanni I † (menzionato nel 978)
- Benedetto † (menzionato nel 998/999)
- Domenico † (prima del 1024 - dopo il 1036)
- Giovanni II † (menzionato nel 1044)
- Pietro II † (prima del 1057 - dopo il 1062)
- Giovanni III † (prima di maggio 1065[19] - dopo il 12 agosto 1073 ?[20])
- Giovanni Minuzzo † (prima del 27 novembre 1073 - dopo aprile 1094)[21]
- Bovo † (menzionato in agosto 1099)[22]
- Giovanni Marsicanus † (prima di ottobre 1100 - circa settembre/ottobre 1119 deceduto)[23]

### Vescovi titolari
- Paul-Louis Carrière † (5 novembre 1968 - 31 dicembre 1969 succeduto vescovo di Laval)
- Anthony Gerard Bosco † (14 maggio 1970 - 2 aprile 1987 nominato vescovo di Greensburg)
- René Pierre Louis Joseph Séjourné † (17 giugno 1987 - 13 settembre 1990 nominato vescovo di Saint-Flour)
- Heinz Josef Algermissen (23 luglio 1996 - 20 giugno 2001 nominato vescovo di Fulda)
- Vittorio Lanzani, dal 17 novembre 2001